# Roger Fuckebythenavele
Roger Fuckebythenavele was een 14e-eeuwse Engelsman wiens naam voorkomt in gerechtelijke documenten uit 1310 en 1311. Zijn naam is mogelijk het alleroudst bekende voorbeeld van het gebruik van de Engelstalige krachtterm fuck in schrift.
Roger Fuckebythenavele wordt zeven keer genoemd (met kleine spellingsverschillen) in zogeheten "plea rolls" van de rechtbank van Cheshire. Officieren van de rechtbank hadden het bevel gekregen om Roger te arresteren en hem naar de rechtbank te brengen, maar hij bleek onvindbaar, waarna hij vogelvrij verklaard werd.
De Engelse geschiedkundige Paul Booth ontdekte in 2015 tijdens archiefonderzoek bij toeval Rogers naam, en publiceerde vervolgens een kort wetenschappelijk artikel over zijn opmerkelijke bijnaam. Booths artikel genereerde flink wat aandacht in de Britse media. Booth stelt dat er geen twijfel kan bestaan over het feit dat het woord fuck in de bijnaam seksuele connotaties heeft. Hij oppert dat Roger mogelijk zijn bijnaam verkreeg nadat hij per abuis had geprobeerd seks te hebben met zijn vrouw via haar navel (of dat hij dacht dat dit de juiste manier was om seks te hebben), of dat hij niet-penetratieve seks met haar had gehad, waarbij hij zijn penis tegen haar navel schuurde, mogelijk om bevruchting te voorkomen. Booth stelt voorts dat dit, van alle overgeleverde geschriften, de allereerste keer is dat het woord fuck is opgetekend.

## Andere vroege voorbeelden van de krachtterm
Er zijn verschillende andere vroege voorbeelden van het woord fuck in de Engelse taal. Een document uit Bristol uit 1373 vermeldt bijvoorbeeld een bos genaamd Fockynggroue. Verschillende middeleeuwse geschriften noemen personen wier namen mogelijk ook het woord bevatten. Er is echter geen onomstotelijk bewijs dat deze persoonsnamen daadwerkelijk de krachtterm bevatten, aangezien het woord door de loop van de geschiedenis meer onschuldige betekenissen heeft gehad.
- John le Fucker was een Engelsman wiens naam mogelijk een nog vroeger voorbeeld is van het woord. Zijn naam komt voor in een administratief document uit 1278. Het is echter aannemelijk dat zijn naam een alternatieve spelling is van het toentertijd meer gebruikelijke woord fulcher, dat "soldaat" betekent.[5]
- Manuscripten uit 1287, die over Sherwood Forest gaan, noemen een zekere Ric Wyndfuck. Deze naam is mogelijk een verwijzing naar de torenvalk, een vogel die destijds ook weleens bekendstond als windfucker. Ondanks dat deze naam oorspronkelijk afkomstig is van het onschuldige Oudijslandse werkwoord fjúka ("door de wind heen en weer geslingerd"), suggereert het blad The Spectator dat dit woord hier op een beledigende manier werd gebruikt: verschillende Engelse schrijvers uit modernere tijden, zoals George Chapman, gebruikten dit woord als beledigende term.[4]